# Тайдзо Кумагаи
Тайдзо Кумагаи (яп. 熊谷 岱蔵; 1880—1962) — японский врач-терапевт, профессор и 6-й президент Университета Тохоку.

## Биография
Родился в семье из поколения врачей в деревне Сенма, префектуры Нагано (в настоящее время город Сиодзири). Окончив медицинский факультет Императорского университета Токио и начал работу в терапевтическом отделении больницы токийского района Аояма.
Повышал квалификацию за границей в Университете Берлина и Бреслау в Германии (1911—1913), где изучал терапевтические методики лечения, иммунологию и медицинскую химию. Вернувшись в Японию, внес вклад в лечение диабета, исследования инсулина, борьбу с туберкулёзом путём внедрения вакцины БЦЖ. Настаивал на ранней диагностике туберкулеза и распространении массовых прививок. Благодаря деятельности Кумагаи прививка БЦЖ (с 1939) стала осуществляться для детей во всей Японии.
Профессор и декан Медицинского факультета Императорского университета Тохоку. Первый директор лаборатории микробактериальных инфекций. Являлся консультантом Технологического института Чиба.
Президент Японского общества внутренних болезней (1929). 6-й президент Университета Тохоку (1940—1946).
Награждён орденом культуры (1952) и орденом Восходящего солнца 1 класса. Почётный гражданин города Сендай (1956).